# Lithasia curta
Lithasia curta е вид коремоного от семейство Pleuroceridae.

## Разпространение
Видът е разпространен в САЩ (Алабама).